# Nobuhisa Jamada
Nobuhisa Jamada (japonsko 山田 暢久), japonski nogometaš, * 10. september 1975.
Za japonsko reprezentanco je odigral 15 uradnih tekem.